# Selaginella flagelliformis
Selaginella flagelliformis là một loài dương xỉ trong họ Selaginellaceae. Loài này được G. Nicholson mô tả khoa học đầu tiên năm 1887.
Danh pháp khoa học của loài này chưa được làm sáng tỏ. 